# Çamlıalan, Gündoğmuş
Çamlıalan là một xã thuộc huyện Gündoğmuş, tỉnh Antalya, Thổ Nhĩ Kỳ. Dân số thời điểm năm 2011 là 235 người.